# Umari
Umari est une municipalité brésilienne de l’État du Ceará.

## Démographie
En 2010, elle compte 7 545 habitants.

## Étymologie
Le toponyme Umari vient de la langue tupi et désigne une plante très commune dans la région, l'Icacinaceae. Son nom d'origine était Gado Bravo, jusqu'en 1883, changeant en Umari. 

## Histoire
Située dans la région où vivaient les indigènes Carirys, Icós et Xokós, elle est devenue un centre urbain après l'arrivée de personnes du Paraíba et du Pernambouc au XVIIIe siècle, avec l'expansion de l'élevage dans le Ceará à l'époque de la viande séchée et du charqui. Elle s'est consolidée en tant que centre urbain de la région grâce à la création d'une chapelle et d'un cimetière, de sorte que les morts n'étaient plus enterrés à Icó. Cela est dû au Français Joseph Aleth Doullétte, qui, fuyant la terrible persécution de la Compagnie de Jésus par le marquis de Pombal, se réfugia dans le village. Il y fonda une famille, dont beaucoup vivent encore aujourd'hui, mais des variantes de leur nom de famille, de Doullétte à Douétts.

## Géographie
Située entre les chaînes de montagnes Várzea Grande et Bertioga, Umarie possède un climat tropical chaud semi-aride avec une pluviométrie moyenne de 787,4 mm, les précipitations étant concentrées de janvier à avril. Elle présente deux types de sols principaux : latosol et sédimentaire. 
Les principales sources d'eau sont les ruisseaux Pombas, Pendência, Urubus et Jenipapeiro, affluents de la rivière Salgado. Le barrage de Jenipapeiro, construit par le gouvernement de l'État du Ceará, d'une capacité de 4 340 000 m³, est la principale source d'eau pour les municipalités d'Umari, Baixio et Ipaumirim. Il a été achevé en novembre 2011
La municipalité compte deux quartiers : São Pio X (le plus ancien) et Logradouro, qui a été créé récemment.

## Économie
Agriculture : bananes, riz, herbacés, arboriculture, maïs et haricots.

Élevage : bovins (viande et lait), caprins, ovins, porcins, apiculture et pisciculture.

## Culture
- Le principal événement culturel est la fête du saint patron, Gonzalve d'Amarante (São Gonçalo) (du 1er au 10 janvier).
- Fêtes de juin (29 juin).
- Semaine municipale en l'honneur de son émancipation politique (12/11/1883), qui est célébrée le 15 septembre (date de sa restauration, qui a eu lieu en 1956).

## Source
- (pt) Cet article est partiellement ou en totalité issu de l’article de Wikipédia en portugais intitulé « Umari » (voir la liste des auteurs).